# Wit-Russische Major Liga (vrouwen)
De Wit-Russische Major Liga is de hoogste damesbasketbalcompetitie in het basketbalsysteem van Wit-Rusland en wordt georganiseerd door de Wit-Russische basketbalbond.
De Wit-Russische Major Liga werd in 1992 opgericht in opvolging van de competitie die in de SSR Wit-Rusland werd gespeeld. Deze competitie verving in 1940 op zijn beurt de competitie die van 1924-1939 gespeeld werd in het onafhankelijke Wit-Rusland voor de inname door de Sovjet-Unie. Momenteel bestaat de competitie uit acht clubs, die twee keer per jaar tegen elkaar uitkomen.